# Dicranum undulatum
Dicranum undulatum là một loài Rêu trong họ Dicranaceae. Loài này được Schrad. ex Brid. mô tả khoa học đầu tiên năm 1801.

## Hình ảnh

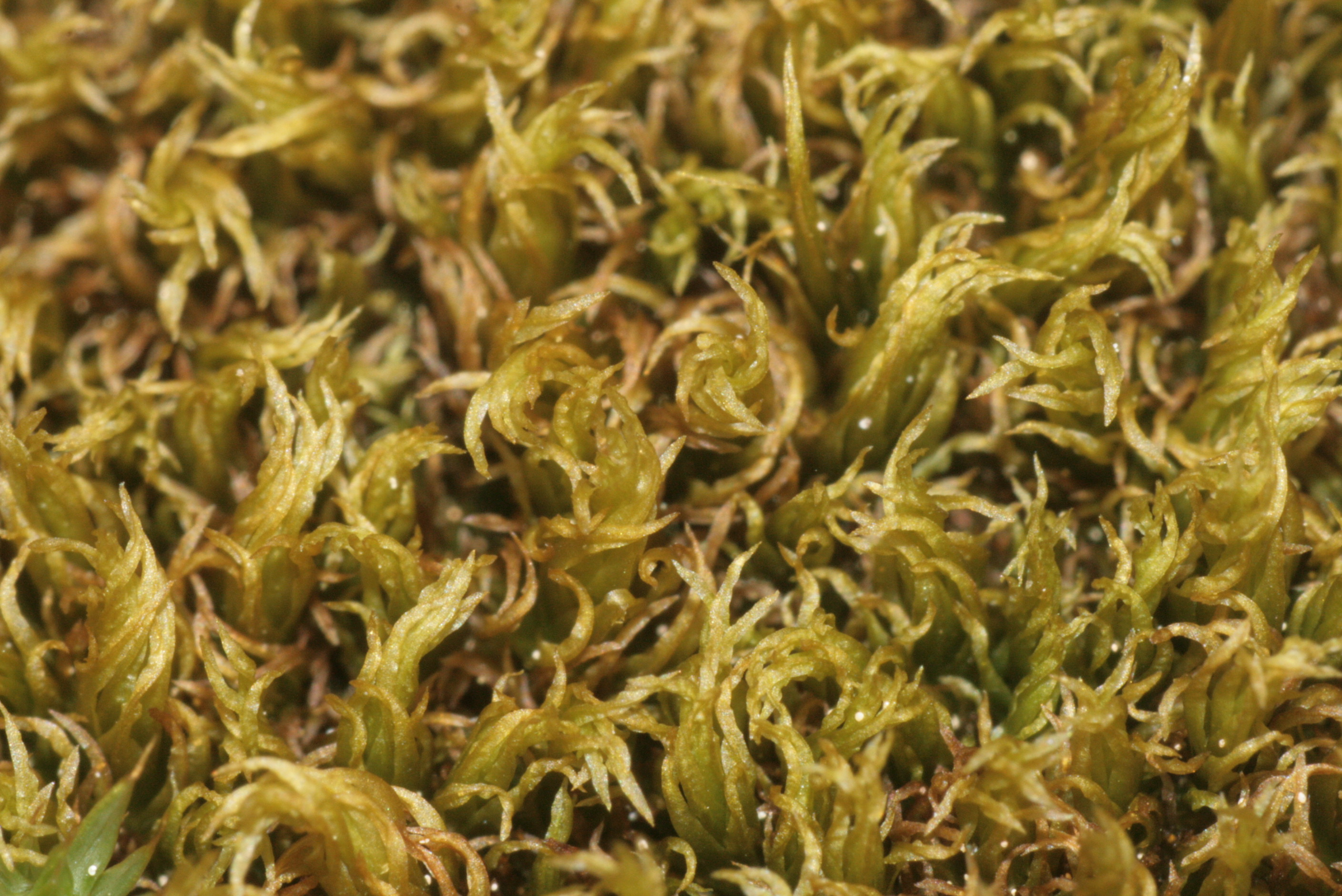
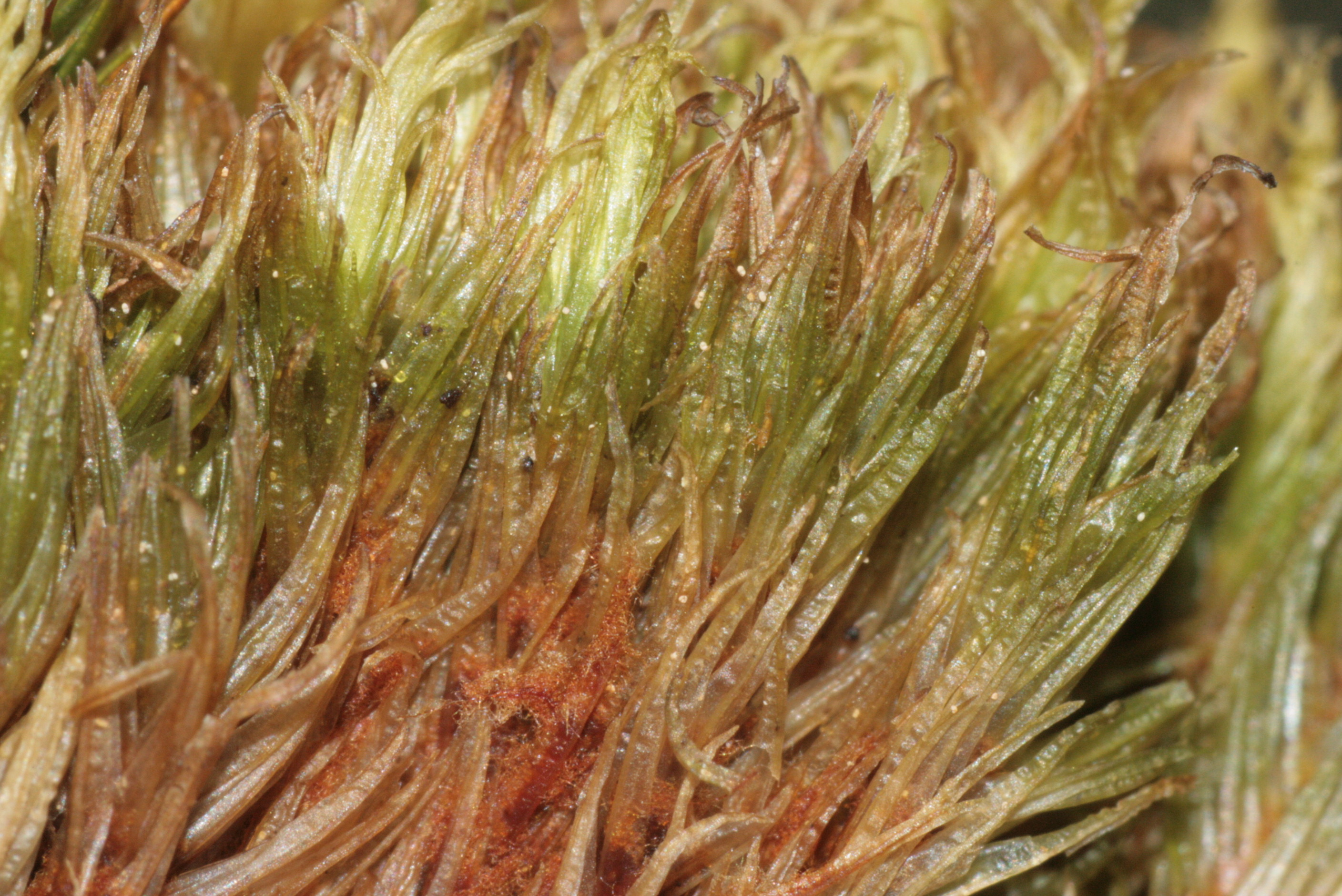
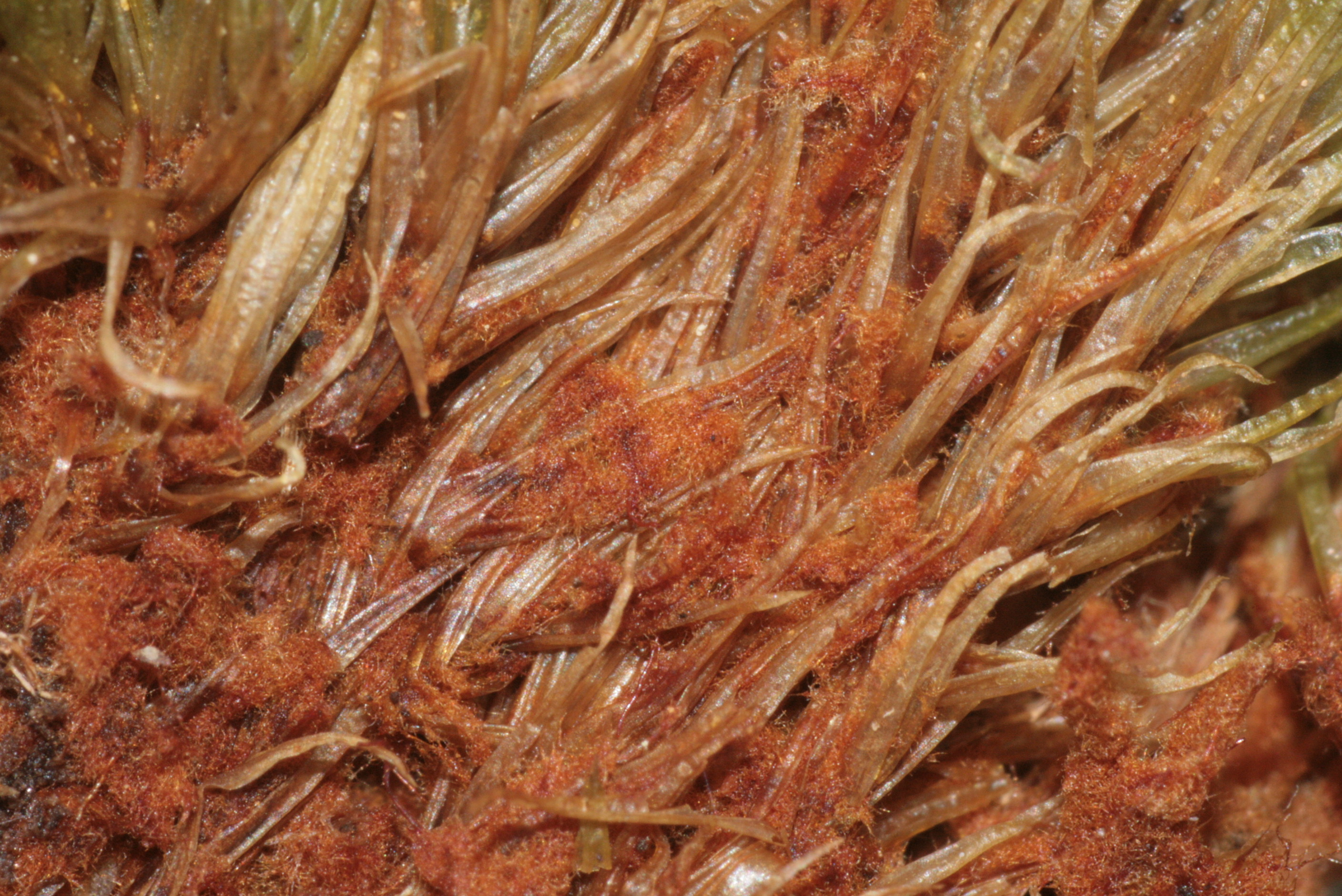
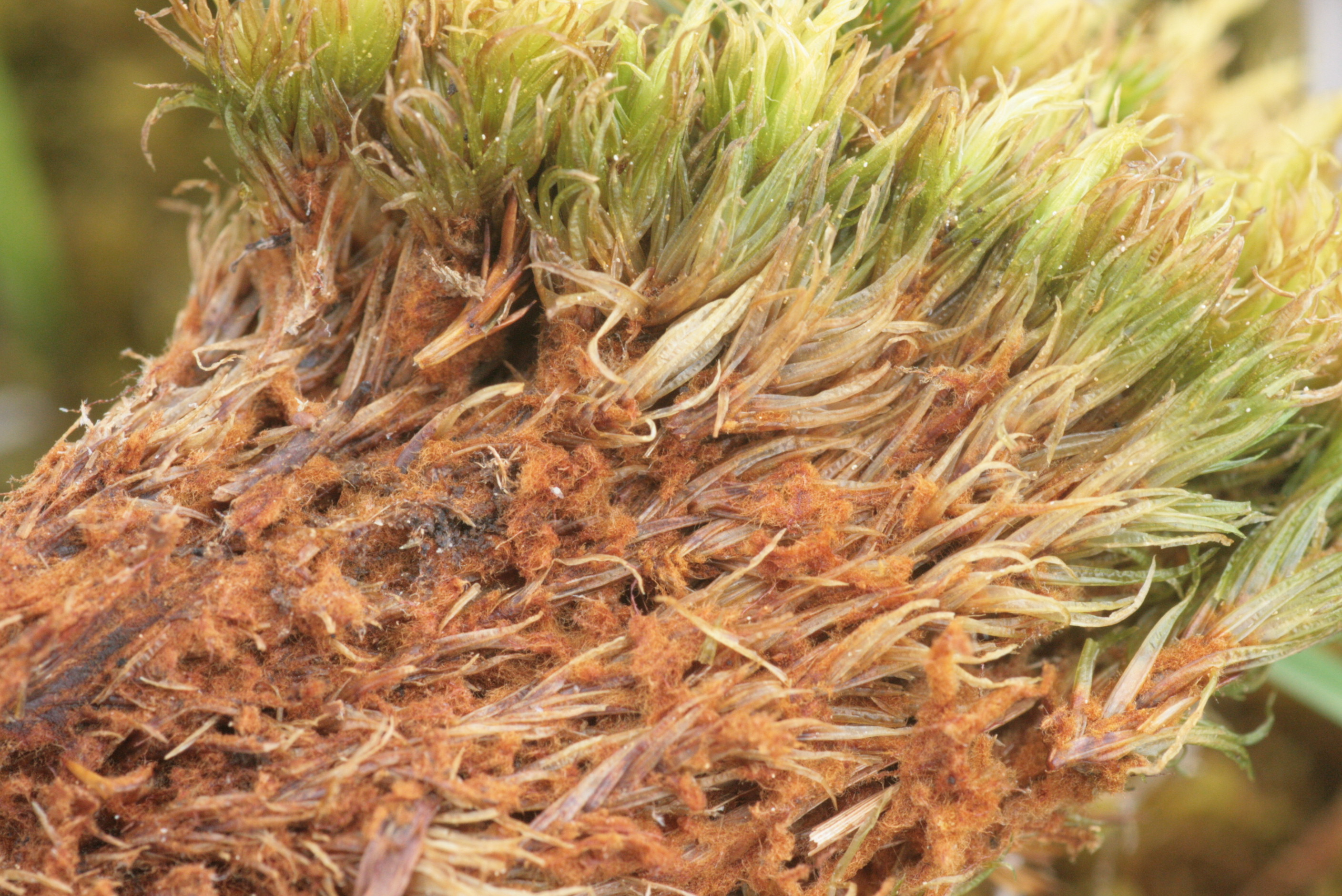